# Пандемија ковида 19 у Манитоби
Пандемија ковида 19 у Манитоби је вирусна пандемија болести корона вируса 2019 (ковид 19), нове заразне болести узроковане тешким акутним респираторним синдромом коронавирус 2 (САРС-КоВ-2).
Манитоба је званично пријавила своје прве случајеве 12. марта 2020. године. Ванредно стање је проглашено 20. марта, а уведено је прво затварање 1. априла, мером затварања свих небитних предузећа. У поређењу са другим провинцијама, број случајева је остао релативно низак у Манитоби током пролећних и летњих месеци, а провинција је почела да укида неке од својих здравствених налога 4. маја. Неке изоловане епидемије су се десиле у заједничким колонијама Хутерита и у области Брандон, Манитоба крајем јула и августа.
До септембра 2020. године, у провинцији је почео да се развија оштрији други талас, што је довело до поновног спровођења ограничења у деловима провинције (укључујући град Винипег), а до 12. новембра цела Манитоба је стављена под највиши, „критични „ (црвени) ниво покрајинског система мера, који је поново увео снажна ограничења на окупљања и небитне активности сличне првом таласу.
Док су нека ограничења ублажена почетком 2021. године, друга су остала на критичним нивоу. Мере ограничења за окупљања, малопродајне капацитете и специфичне небитне секторе пословања поново су уведена у мају 2021. године првенствено због јачег трећег таласа ковида 19 изазваног варијантама САРС-КоВ-2. Провинцијски здравствени систем је био преоптерећен, што је захтевало да неке од својих пацијената интензивне неге пошаље у суседне провинције и затражи савезну помоћ. До јуна 2021. године, провинција је почела да укида нека од својих ограничења због напретка вакцинације. Међутим, због варијанте Омикрона, Манитоба је крајем 2021. поново почела да уводи ограничења окупљања.

## Временска линија

### 2020 година
Здравље Манитобе је 12. марта 2020. пријавио три могућа случаја инфекције ковидом 19 а сви случајеви су били у Винипегу међу путницима повратницима из иностранства.
Званичници су првобитно најавили први вероватни случај који се не може повезати са путовањем или контактом са познатим пацијентима 18. марта. Касније утврђено да је случај лажно позитиван и да је то била грешка и да особа није била инфицирана. Дана 20. марта, премијер Манитобе, Брајан Палистер, је увео ванредно стање, којим су уведена мера ограничења на окупљања и мере за пословне секторе. Провинција је 27. марта пријавила свој први смртни случај од ковида 19. Прва два опоравка пријављена су 29. марта.

## Одговор покрајинске владе

### Први талас
Премијер Брајан Палистер је 20. марта прогласио ванредно стање у покрајини према Закону о ванредним мерама, које је важило 30 дана. Наредба је ограничила јавна окупљања на највише 50 људи, захватила је малопродајне објекте и јавни превоз да би се применила социјална дистанца, ограничила угоститељске послове и позоришта на 50% капацитета или 50 људи (у зависности који је број мањи) и затворила све фитнес објекте. Кршење наредбе може довести до новчане казне до 50.000 долара или шест месеци затвора. Дана 30. марта ступиле су на снагу даље директиве у складу са Законом о јавном здрављу, које су смањиле јавна окупљања на максималан број од 10 људи, а од малопродајних предузећа се захтевало да обезбеде један до два метра социјалне дистанце између купаца.
Провонција је 1. априла наредила затварање свих некритичних предузећа за јавност, укључујући барове, фризерске салоне, клинике за масажу и ресторане (достава и понети би и даље били дозвољени, а неки ресторани су већ то и урадили пре изривања ових мера). Изречене мере би трајала најмање 14 дана, али би се могле по потреби продужити. Палистер је 3. априла апеловао на људе који одбијају да се придржавају препорука о социјалном дистанцирању, називајући их „непромишљеним и глупим“ током конференције за штампу.
Од 9. априла, здравствене мере издате у складу са ванредним стањем постале су примењиве према покрајинском закону. Непоштовање мера је постало кажњиво и казне су биле почевши од 486 долара за појединце и 2.542 долара за предузећа. У Винипегу, подзаконски службеници су били овлашћени да изричу казне до 1.000 долара онима који крше наредбе у општинским парковима, а градоначелник Винипега Брајан Боуман је упозорио да би у екстремним околностима била могућа казна до шест месеци затвора. Провинција је 13. априла продужила затварање небитних предузећа за додатне две недеље и навела да ће се мере дистанцирања вероватно наставити до лета.
Дана 15. априла одржана је ванредна седница законодавне скупштине Манитобе, на којој је усвојен закон који је главном службенику за јавно здравље покрајине дао овлашћење да ограничи путовања унутар Манитобе и да наложи појединцима да предузму мере предострожности, као што је самоизолација. Такође је влади дато овлашћење да утврђује цене основних добара и да утврђује казне за повећање цена.
Дана 20. априла, Палистер је најавио продужење ванредног стања у провинцији за 30 дана, а истовремено је поставио циљ да Манитоба буде прва канадска провинција која ће поново отворити своју економију.

### Здравствене мере четвртог таласа
| Ефективно                                                   | Ограничења |
| ----------------------------------------------------------- | --- |
| 7. септембар 2021 Нека ограничења на снази од 3. септембра. | - Маске за лице су обавезне када се налазите у јавном затвореном простору. - Окупљања и организовани догађаји у затвореном простору ограничени су на 50 људи или 50% капацитета, у зависности од тога шта је веће. - Јавна окупљања на отвореном су ограничена на 500 људи. Догађаји на отвореном са већим капацитетом могу се одржавати у складу са сагласношћу владе и одобрењем протокола о биолошкој безбедности. - Бинго сале, казина, концертне дворане, теретане, ресторани и лиценцирани објекти, затворени објекти за спорт и рекреацију, концерти са улазницама и спортски догађаји и ВЛТ салони могу да приме само посетиоце који поднесу доказ о потпуној вакцинацији. По потреби, деца млађа од 12 година морају бити у пратњи потпуно вакцинисаних чланова породице                                                 |
| 5. октобар 2021                                             | - Све остале горе наведене здравствене наредбе важе осим ако није другачије назначено. - Ако било који учесник испуњава услове за вакцинацију, али још није био: - Приватна окупљања у затвореном простору су ограничена на госте из једног другог домаћинства. - Приватна окупљања на отвореном су ограничена на 10 људи. - Јавна окупљања у затвореном простору су ограничена на 25 људи или 25% капацитета (који је мањи). - Окупљања заснована на вери су ограничена на 25 људи или 33% капацитета (шта год је веће). - Јавна окупљања на отвореном су ограничена на 50 људи. Догађаји на отвореном са већим капацитетом могу се одржавати у складу са одобрењем владе, укључујући и услов да сви учесници буду потпуно вакцинисани. - Малопродајне продавнице у јужном здравственом региону ограничене су на 50% капацитета. |
| 2. новембар 2021                                            | - Све остале горе наведене здравствене наредбе важе осим ако није другачије назначено. - Малопродајне продавнице у јужном здравственом региону ограничене су на 50% капацитета. - Руралне општине Картије, Ст. Францо Ксавиер, Хедингли, Макдоналд, Рикот и Таке су уклоњене из јавних здравствених налога који се тичу јужног региона |
| 13. новембар 2021                                           | - Потребан је доказ о најмање једној дози вакцине за учеснике у рекреативним спортовима у затвореном простору (на снази од 6. децембра) - Ако било који учесник испуњава услове за вакцинацију, али још није био: - Окупљања заснована на вери у ограниченим областима јужног региона ограничена су на групе од 25 људи по просторији, до максимално 250 посетилаца. |
| 20. децембар 2021                                           | - Приватна окупљања у затвореном простору су ограничена на највише 10 гостију под условом да су сви гости старији од 12 година у потпуности вакцинисани. - Барови и ресторани, теретане, биоскопи и позоришта, верски скупови, музеји, библиотеке, спортски догађаји и догађаји извођачких уметности, ограничени су на 50% капацитета. - Окупљања на верској основи су ограничена на 25% или 25 људи (што је мање) ако се врши служба где има невакцинисаних. - Спортски турнири су забрањени. Игре и тренинзи остају дозвољени. |
| 28. децембар 2021                                           | - Јавна окупљања су ограничена на 50% капацитета или 250 људи, шта год је мање. - Барови и ресторани, теретане, биоскопи и позоришта, верски скупови, музеји, библиотеке, спортски догађаји и догађаји извођачких уметности, објекти за рекреацију, објекти за игре и сезонски садржаји су ограничени на 50% капацитета или 250 људи, у зависности од тога шта је мање. - Продаја алкохола мора да се прекине у 22:00. часа. |